# Важкі крейсери типу «Адмірал Гіппер»
Важкі крейсери типу «Адмірал Гіппер» (нім. Admiral-Hipper-Klasse) — будувались для Крігсмаріне напередодні Другої світової війни З п'яти закладених крейсерів три — Admiral Hipper, Blücher, Prinz Eugen були прийняті до складу флоту, корпус Seydlitz планували використати для будівництва авіаносця і останній Lützow недобудованим продали 1940 до СРСР, де він використовувався у обороні Ленінграду. Власне СРСР бажали купити недобудовані «Prinz Eugen», «Seydlitz», «Lützow», але отримали лише останній за 104.000.000 райхсмарок. Першим кораблем серії був Blücher, але через затримки у будівництві першим спустили Admiral Hipper, який і дав назву цьому класу кораблів.

## Історія

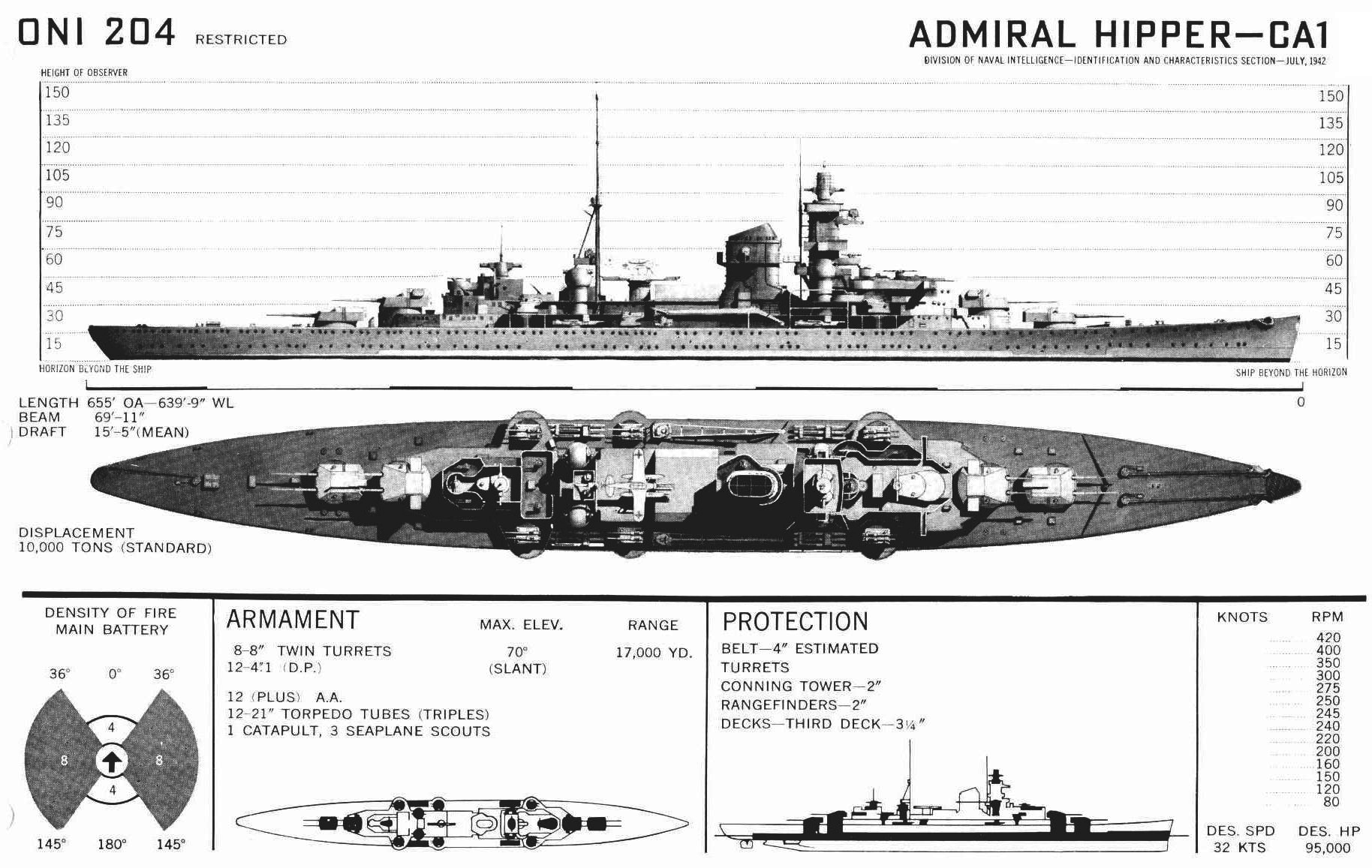
Admiral Hipper. Дані управління військово-морської розвідки США. 1942

На відміну від важких крейсерів класу Deutschland крейсери класу Admiral Hipper мали привід на гребні гвинти від парових турбін через механічний редуктор, а не від дизелів. Отримання перегрітої пари вимагало значної витрати палива і зменшення автономності плавання. Основним озброєнням були 8 гармат 20,3 cm SK C/34 у чотирьох баштах Drh.L C/34. Калібр гармат відповідав Вашингтонському договору 1922, а водотоннажність крейсерів офіційно називали 10.000 т, що також відповідало договору.

### Admiral Hipper
- Корабельня Blohm & Voss, Гамбург
- Вартість: 85.860.000 райхсмарок
- Закладений 6 липня 1935
- Спущений на воду 6 лютого 1937
- Прийнятий до флоту 29 квітня 1939
- Служба: операції Weserübung, Juno (червень 1940), Regenbogen (грудень 1942), патрулювання Атлантики, мінування Баренцового моря, евакуація Східного фронту
- Перемоги: затоплено HMS Glowworm (H92), HMS Achates (H12), HMS Bramble (J11), HMT Juniper (T123) та сім торгових кораблів; пошкоджено HMS Berwick (65) і 2 торгові кораблі; захоплено торговий корабель
- Стан: пошкоджений авіабомбами 3 травня 1945 у доку корабельні Deutsche Werke, Кіль (місто). Порізаний на металобрухт 1946.

### Blücher
- Корабельня Deutsche Werke Кіль
- Вартість: 87.855.000 райхсмарок
- Закладений 15 серпня 1935
- Спущений на воду 8 червня 1937

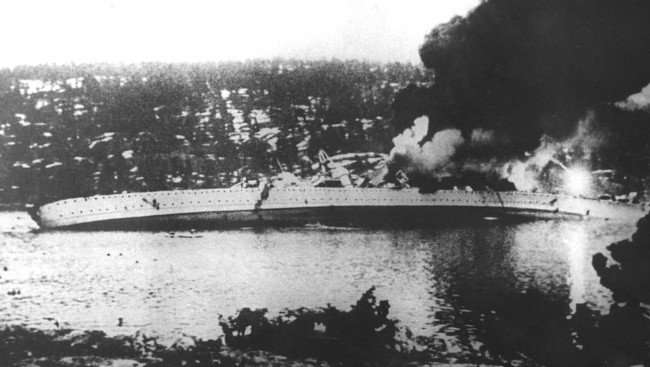
Затоплення крейсеру Blücher

- Прийнятий до флоту 20 вересня 1939
- Служба: операція Weserübung
- Перемоги: — * Стан: 9 квітня 1940 у Осло-фіорді затоплений артилерією, торпедами фортеці Оскарборг[1], що прикривала шлях до Осло

### Prinz Eugen
- Корабельня Germaniawerft, Кіль
- Вартість: 104.490.000 райхсмарок
- Закладений 23 квітня 1936
- Спущений на воду 22 серпня 1938
- Прийнятий до флоту 1 серпня 1940

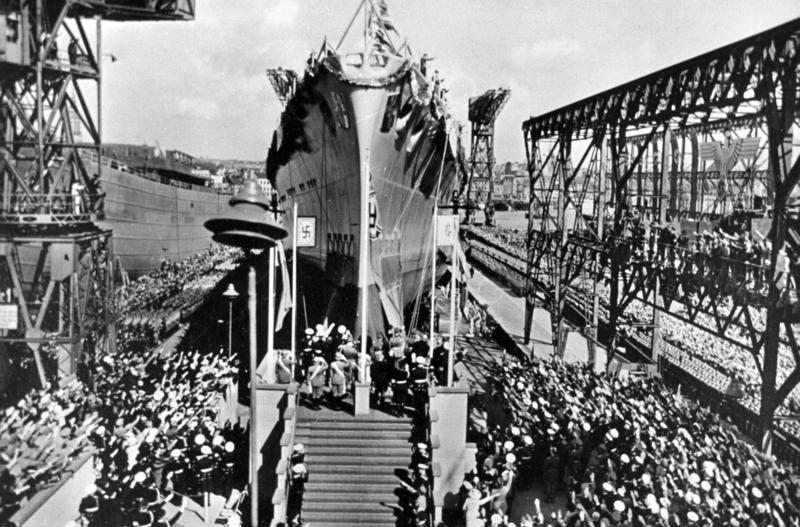
Prinz Eugen. Спуск на воду

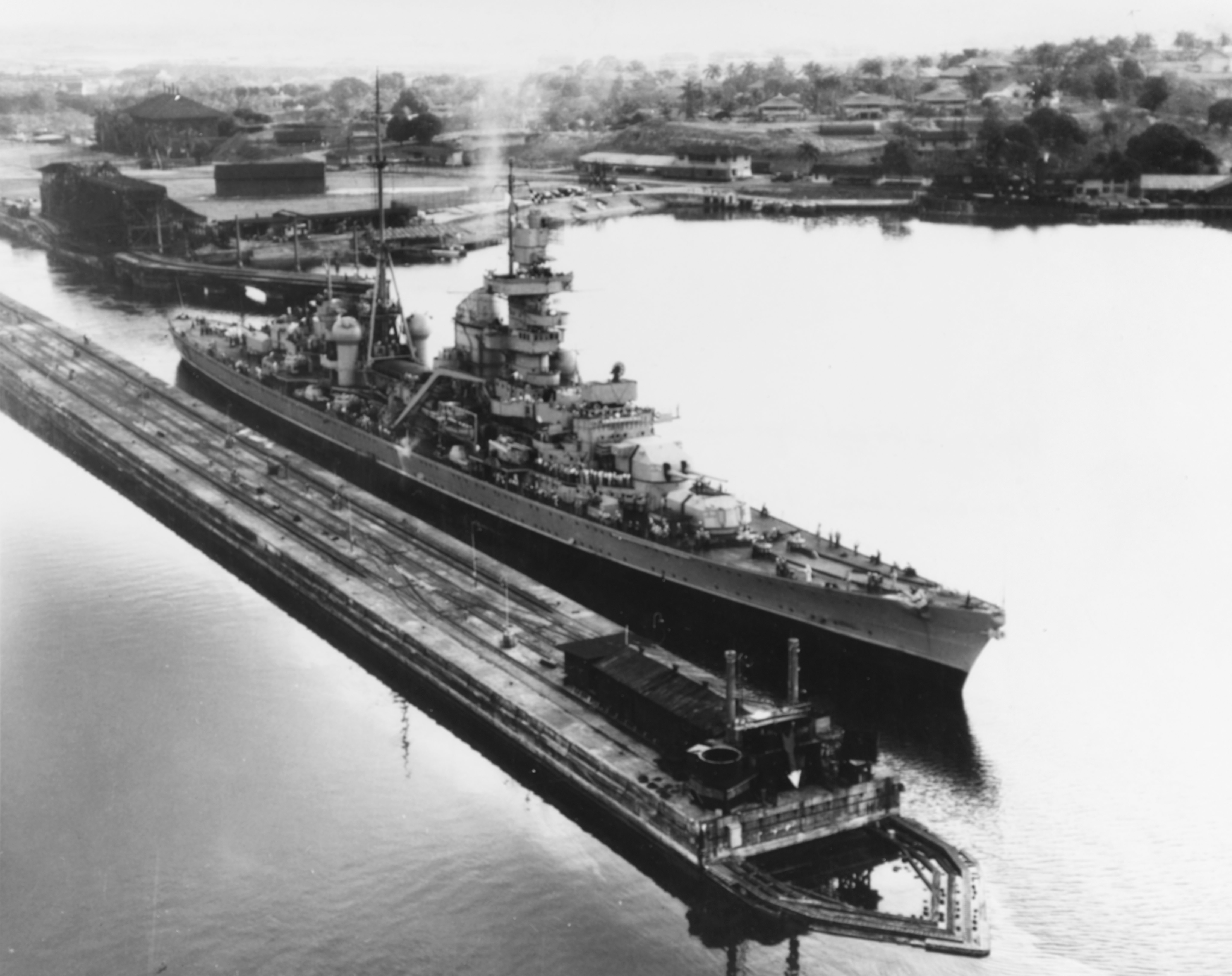
Prinz Eugen у Панамському каналі

- Служба: операція Rheinübung, «Цербер», евакуація Східного фронту
- Перемоги: обстріл HMS Hood, HMS Prince of Wales
- Стан: 7 травня 1945 у Копенгагені переданий США, де перейменований на IX-300. В ході операції «Crossroads» на атолі Бікіні брав участь у випробуваннях вибухів 3 атомних бомб. У серпні 1946 переведений на атол Кваджалейн, де перевернувся і затонув.

### Seydlitz
- Корабельня Deschimag, Бремен.
- Вартість: 84.090.000 райхсмарок
- Закладений 8 лютого 1937
- Спущений на воду 1 липня 1939

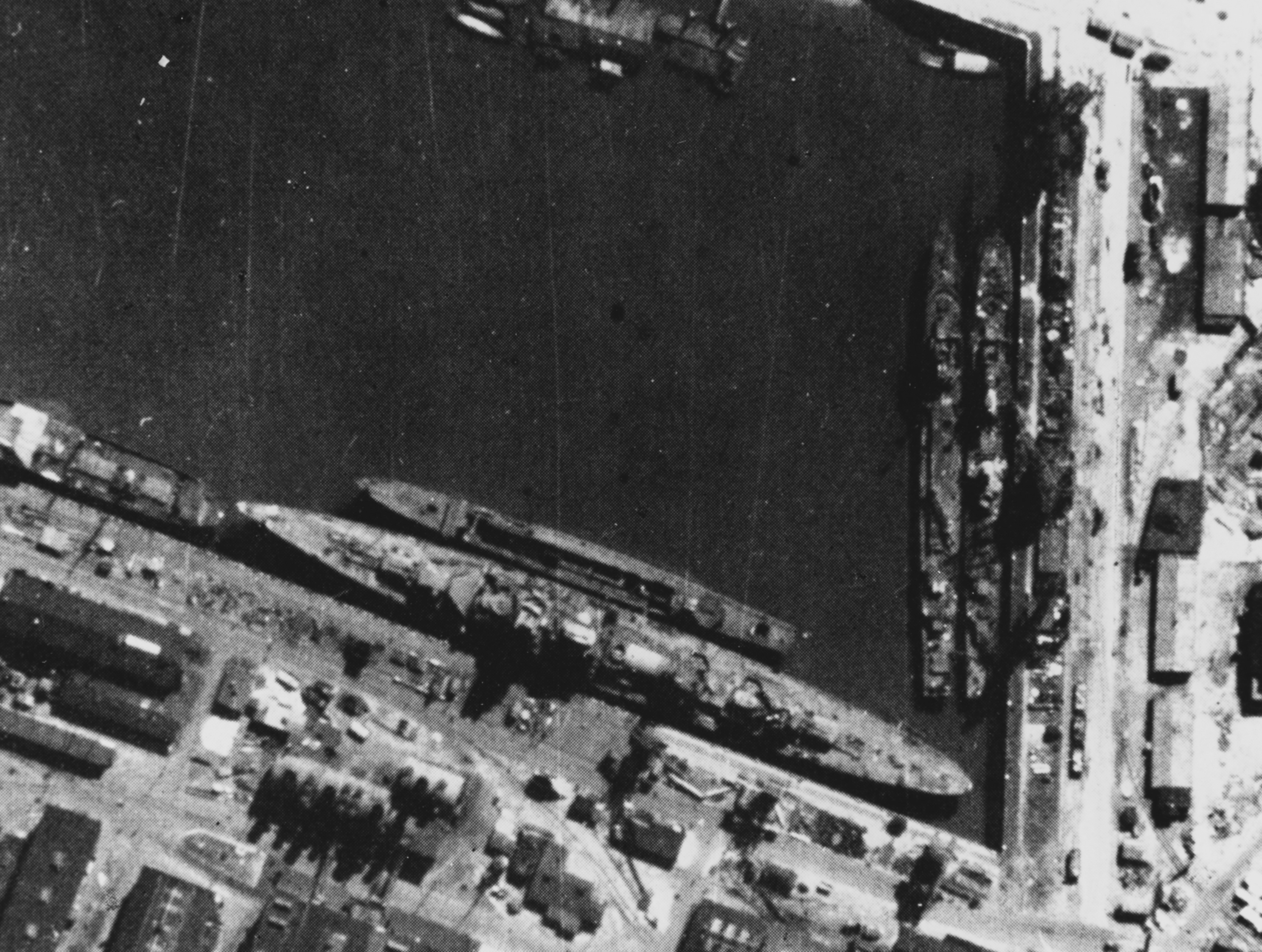
Seydlitz на стоянці. 8 травня 1942

- Прийнятий до флоту — * Служба: з 1942 початок перебудови на авіаносець
- Перемоги: — * Стан: перебудова припинена 1943, 10 квітня 1945 затоплений у Кьонігсбергу

### Lützow
- Корабельня Deschimag, Бремен.
- Вартість: 83.590.000 райхсмарок
- Закладений 8 лютого 1937
- Спущений на воду 1 липня 1939

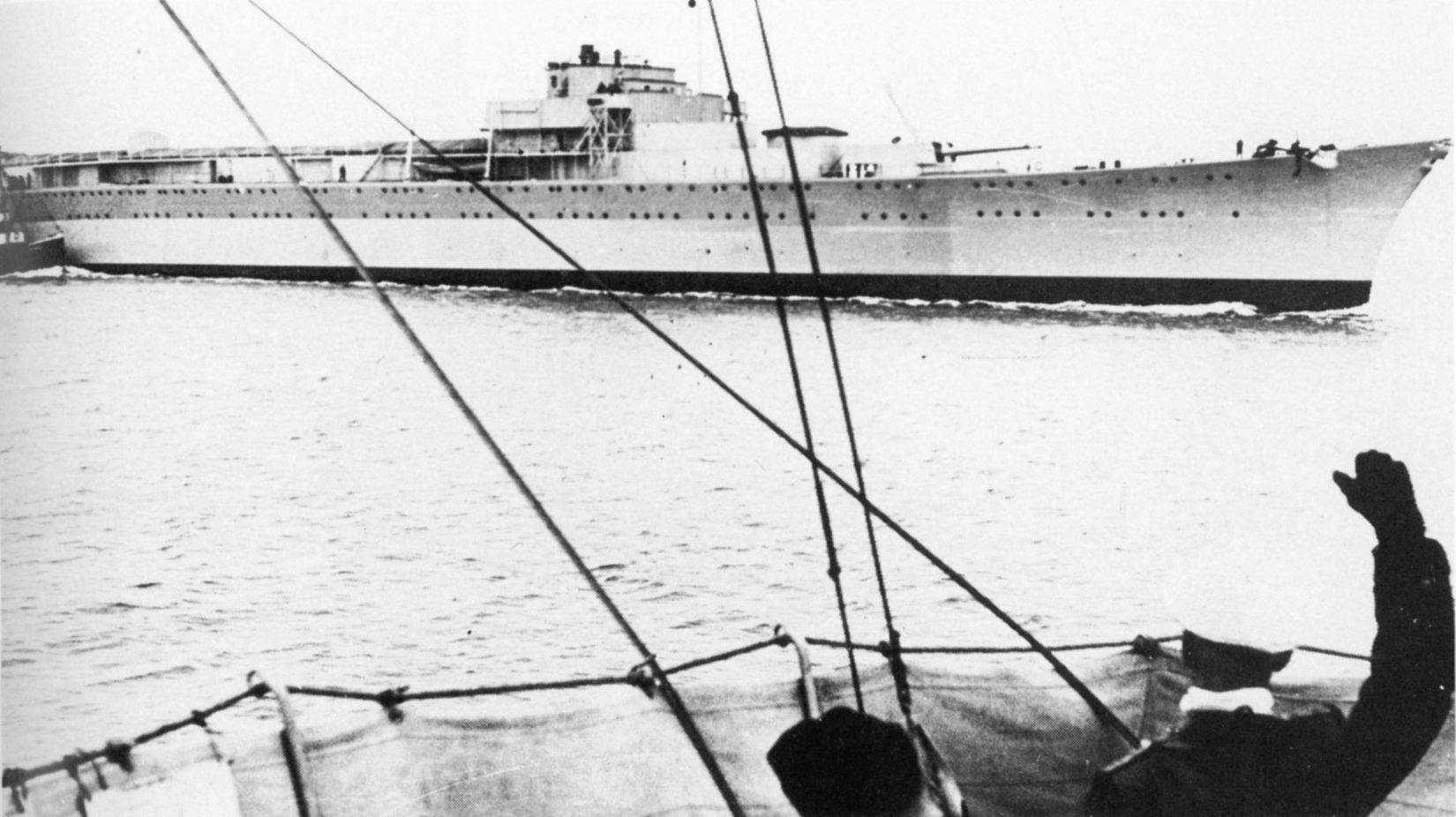
Lützow на шляху до СРСР

- Прийнятий до флоту — * Служба — * Перемоги — * Стан: проданий 1940 до СРСР, перейменований на «Петропавловськ», розібраний 1960

## Джерела

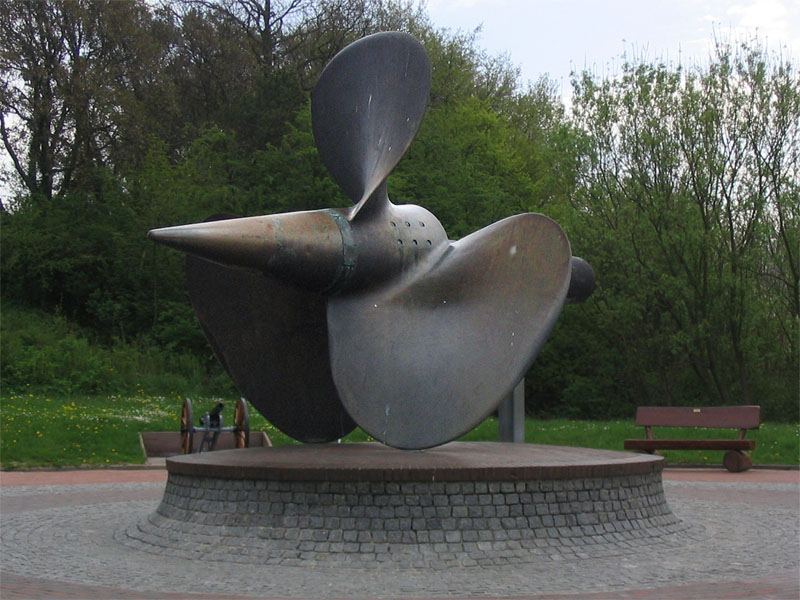
Гвинт Prinz Eugen у Лабо, Німеччина